# Bison antiquus
Bison antiquus era il grande erbivoro più comune nelle praterie nordamericane, nonché il diretto antenato dell'odierno bisonte americano.
Durante l'era glaciale del Pleistocene, il bisonte della steppa (Bison priscus), discendente di Bison latifrons,  migrò dalla Siberia all'Alaska attraverso il ponte di ghiaccio formatosi sullo Stretto di Bering.
Intorno ai 30.000 anni fa, B. latifrons si estinse lasciando il passo a B. antiquus, che si estinse assieme a gran parte della megafauna del Pleistocene all'incirca 10.000 anni fa.
Bison antiquus era più grande del 25% circa rispetto all'odierno bisonte americano, in particolare le ossa erano più massicce e le corna più grandi (circa 90 cm da punta a punta).
Questa specie di bisonte è la più comune fra gli erbivori trovati nel catrame di Rancho La Brea, in California.